# Johannes van Gogh

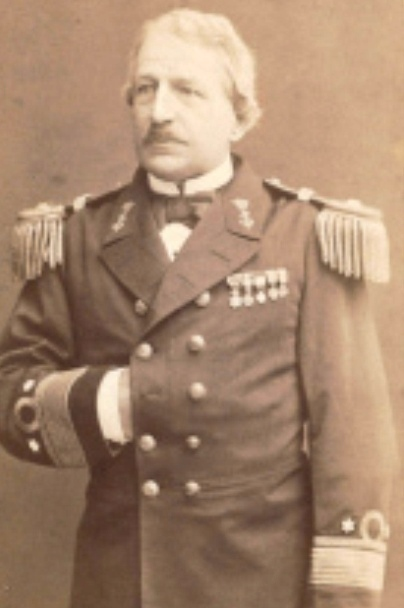
Johannes van Gogh

Johannes van Gogh (* 19. August 1817 in Benschop; † 12. August 1885 in Helvoirt) war ein niederländischer Vizeadmiral und Offizier des Militär-Wilhelms-Ordens.
Johannes van Gogh war ein Sohn des Predigers Vincent Ferdinand Jacob van Gogh (1789–1874). Einer seiner Brüder war Theodorus van Gogh (1822–1885), der Vater des Malers Vincent van Gogh.
Nach dem Schulbesuch trat Johannes van Gogh 1836 in das Königliche Marineinstitut ein und wurde 1840 zum Leutnant zur See befördert. 1844 reiste er von Rotterdam nach Indien. In Asien erkundete er die dortigen Fahrwasser und verfasste Segelanweisungen für diese Gewässer. 1854 wurde seine kaart van het vaarwater ten noorden van Makassa herausgegeben. Im selben Jahr ging er ans Königlich Meteorologische Institut in Utrecht und kam hier in nähere Bekanntschaft mit Christoph Buys Ballot. Er wurde Direktor des Institutes und 1857 Mitglied der Königlich Niederländischen Akademie der Wissenschaften.
Von Ende 1858 bis Mai 1863 war van Gogh wieder auf Reisen in Asien. Vom April 1865 bis September 1867 war er Chef der Personalabteilung des Marinedepartements. 
1873/74 nahm van Gogh an den beiden niederländischen Militärexpeditionen gegen das Sultanat Aceh teil.
Es folgten weitere Reisen, bis er im August 1874 in die Heimat zurückkehrte und am 6. Oktober zum Ritter des Militär-Wilhelms-Ordens dritter Klasse ernannt wurde. Später wurde van Gogh auch zum Ritter des Orden vom Niederländischen Löwen ernannt. Seit 1857 war er Mitglied der Königlich Niederländischen Akademie der Wissenschaften (KNAW).